# Hidroponia

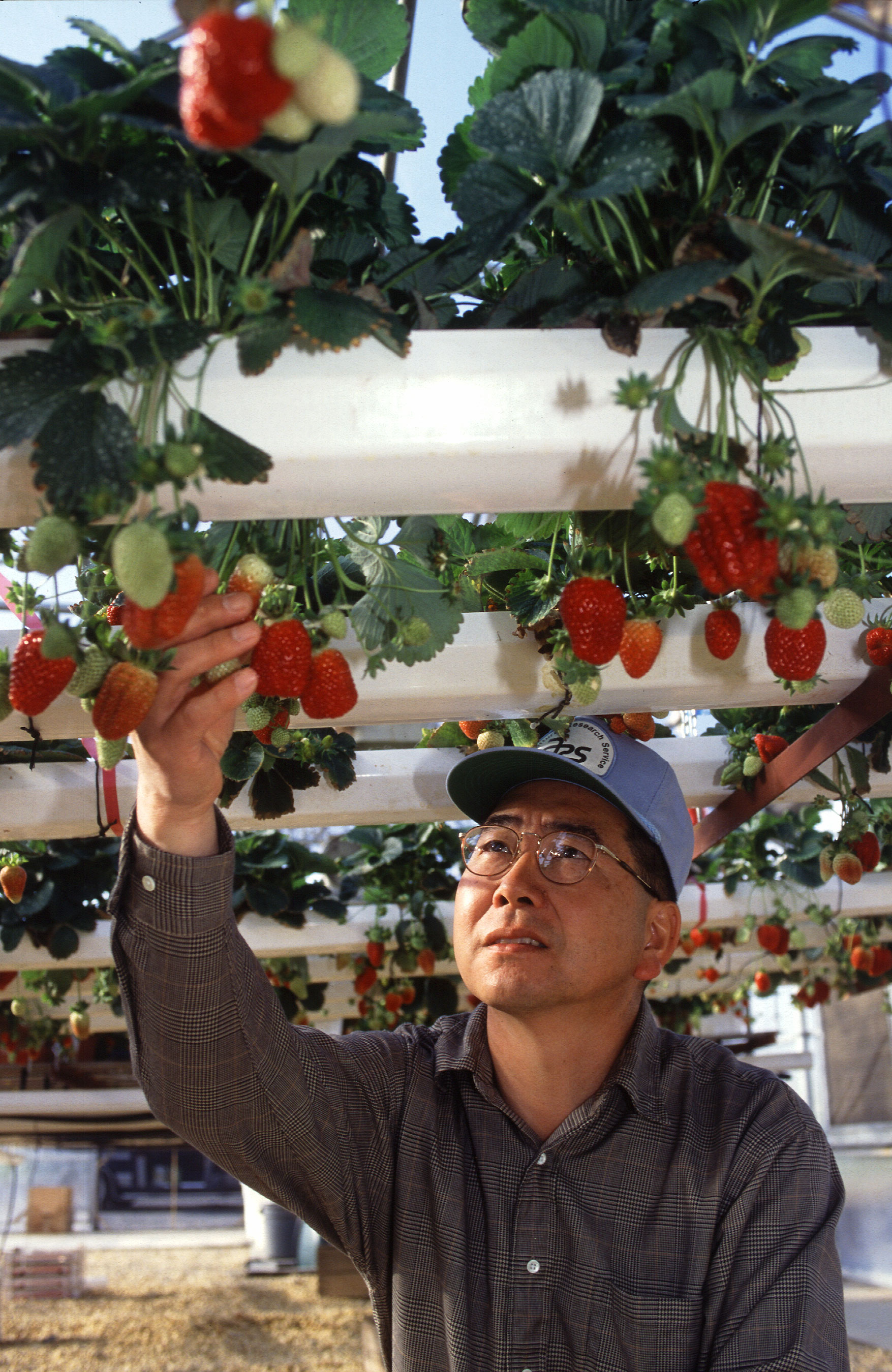
Cultivo hidropônico de morangos

A hidroponia é a técnica de cultivar plantas sem a utilização do solo, na qual as raízes recebem uma solução nutritiva balanceada que contém água e todos os nutrientes essenciais ao seu desenvolvimento. A técnica é um subconjunto da hidrocultura, o método de cultivar plantas em meio líquido, e se diferencia por envolver o uso de uma solução com nutrientes minerais. As raízes das plantas podem ser suspensas diretamente na solução nutritiva líquida ou apoiadas em um substrato inerte e poroso, como areia, lã de rocha ou argila expandida.
O termo "hidroponia" foi cunhado na década de 1930 por William Frederick Gericke, da Universidade da Califórnia, a partir dos radicais gregos hydro (água) e ponos (trabalho). Desde então, a técnica evoluiu e passou a ser aplicada tanto em pequena escala, para uso doméstico, quanto em larga escala na agricultura comercial, permitindo a produção de alimentos em ambientes controlados, como estufas. O princípio fundamental é que a única fonte de nutrição para as plantas seja a solução fornecida, já que o substrato, quando utilizado, não oferece nutrientes. Isso a diferencia de outros sistemas de cultivo sem solo, como os que utilizam substratos orgânicos (húmus, por exemplo), e da fertirrigação, que é a aplicação de nutrientes via irrigação diretamente no solo.
A técnica hidropônica é altamente adaptável para o cultivo doméstico, permitindo a produção de alimentos frescos em espaços reduzidos, como varandas e cozinhas de apartamentos. Em ambientes com pouca ou nenhuma luz solar direta, o sucesso do cultivo depende do uso de iluminação artificial específicos para plantas, mas fáceis de achar, que fornecem o espectro de luz necessário para a fotossíntese.

#### Vantagens:
- Alimentos Frescos e com Origem Conhecida: Permite o acesso constante a temperos e hortaliças frescas, colhidos no momento do uso, garantindo máximo sabor e valor nutricional. O cultivador tem controle total sobre os nutrientes e a ausência de agrotóxicos.[8]
- Otimização de Espaço Vertical: Sistemas verticais, que empilham as plantas, são particularmente eficazes para maximizar a produção em áreas pequenas, transformando uma parede ou um canto em uma horta produtiva.
- Atividade Terapêutica e Educacional: O cultivo de plantas é reconhecido como um hobby relaxante. Além disso, a hidroponia funciona como uma excelente ferramenta educativa para crianças e adultos, permitindo observar de perto e de forma acelerada o ciclo de vida e as necessidades das plantas.

Embora existam diversos sistemas (os principais estão listados mais abaixo) alguns são mais indicados para iniciantes devido à simplicidade e ao baixo custo:
- Sistema de Pavio (Wick System): É o mais simples por ser passivo (não usa eletricidade). Ideal para ervas e plantas de pequeno porte que não necessitam de muita água.
- Cultivo em Água Profunda (DWC): Um dos mais populares para projetos "faça-você-mesmo" (DIY). Consiste em um reservatório (como um balde ou caixa plástica) com uma pequena bomba de aquário para oxigenar as raízes. É excelente para o cultivo de alfaces.
- NFT com Canos de PVC: Uma versão simplificada do sistema comercial, utilizando canos de PVC perfurados, é um projeto DIY comum para hortas verticais em varandas.

As culturas mais recomendadas para iniciantes e sistemas compactos são aquelas de ciclo curto e que não exigem grande estrutura de raízes, como hortaliças folhosas - grupo mais popular, incluindo diversas variedades de alface, rúcula, agrião, espinafre e couve -  ervas e temperos - como manjericão, hortelã, salsa, coentro e cebolinha se adaptam muito bem e oferecem colheitas constantes- e frutos de pequeno porte ,para quem deseja um desafio maior, tomate-cereja, pimentas e morangos são culturas viáveis, mas geralmente exigem sistemas mais robustos e maior atenção à iluminação e nutrição.

## História
Embora o termo "hidroponia" seja uma invenção do século XX, a prática de cultivar plantas sem solo tem raízes históricas e científicas profundas. A evolução do conceito pode ser dividida em precursores antigos, as investigações científicas que estabeleceram seus fundamentos e o desenvolvimento moderno que viabilizou sua aplicação comercial.

### Precursores Antigos
Os primeiros registros de cultivo de plantas sem solo são frequentemente associados aos Jardins Suspensos da Babilônia e às chinampas flutuantes dos Astecas. Embora esses exemplos demonstrem a engenhosidade humana em cultivar em ambientes desafiadores, eles são considerados precursores históricos, e não verdadeiros sistemas hidropônicos, pois não envolviam o entendimento científico da nutrição mineral das plantas.

### Primeiras Investigações Científicas
O primeiro passo em direção à hidroponia moderna foi dado em 1627, quando Francis Bacon publicou sua obra póstuma, Sylva Sylvarum, onde descreveu experimentos sobre o cultivo de plantas em água. Em 1699, o naturalista inglês John Woodward cultivou plantas de hortelã em diferentes fontes de água e concluiu que as plantas cresciam melhor em água que continha mais solo, deduzindo que os minerais presentes na água, e não a água em si, eram a fonte de nutrição.
O grande avanço científico ocorreu entre 1859 e 1875, com os botânicos alemães Julius von Sachs e Wilhelm Knop. Trabalhando de forma independente, eles provaram que as plantas necessitavam apenas de um conjunto de elementos minerais inorgânicos para um crescimento saudável. Eles desenvolveram as primeiras fórmulas padronizadas de solução nutritiva, estabelecendo as bases científicas para todos os cultivos sem solo que se seguiram.

### Desenvolvimento Moderno
No início do século XX, o foco se voltou para a aplicação prática e comercial desses conhecimentos. Em 1929, o professor William Frederick Gericke da Universidade da Califórnia começou a popularizar o método para a produção agrícola. Ele demonstrou ser possível produzir culturas em escala comercial, e por volta de 1937, cunhou o termo hidroponia, derivado do grego hydro (água) e ponos (trabalho). A homenagem a Gericke como o "pai da hidroponia" se deve aos avanços que ele promoveu para viabilizar o cultivo em escala comercial, e não por ele ter inventado a técnica em si.
Na mesma época, também na Universidade da Califórnia, o cientista Dennis Robert Hoagland desenvolveu diversas fórmulas de soluções nutritivas, incluindo a famosa "solução de Hoagland" (1938), cujas variações são utilizadas até hoje em todo o mundo. A importância da hidroponia foi demonstrada durante a Segunda Guerra Mundial, quando as tropas americanas a utilizaram para cultivar alimentos frescos em ilhas rochosas e inférteis do Pacífico.

### Chegada ao Brasil
No Brasil, a introdução da hidroponia para fins comerciais ocorreu no início da década de 1980, através do trabalho pioneiro dos nipo-brasileiros Shigeru Ueda e Takanori Sekine. Trazendo o conhecimento técnico do Japão, eles adaptaram o método de cultivo em Técnica do Fluxo Laminar de Nutrientes (NFT) e iniciaram suas atividades no estado de São Paulo, que se tornaria o principal polo produtor do país. O esforço da dupla foi fundamental para disseminar a tecnologia e estabelecer as bases para o desenvolvimento do setor no território nacional.

## A hidroponia no espaço lusófono
A hidroponia foi adotada de maneiras distintas nos países de língua portuguesa, refletindo as diferentes realidades econômicas, climáticas e estratégicas de cada nação.

### Brasil
No Brasil, a introdução da hidroponia para fins comerciais ocorreu no início da década de 1980, através do trabalho pioneiro dos nipo-brasileiros Shigeru Ueda e Takanori Sekine. Trazendo o conhecimento técnico do Japão, eles adaptaram o método de cultivo em Técnica do Fluxo Laminar de Nutrientes (NFT) e iniciaram suas atividades no estado de São Paulo, que junto de Minas Gerais, se tornariam os principais polos produtores do país. O esforço da dupla foi fundamental para disseminar a tecnologia e estabelecer as bases para o desenvolvimento do setor no território nacional. O Brasil consolidou-se como um dos mercados mais importantes para a hidroponia na América Latina, destacando-se pela alta capacidade produtiva e pela adaptação de tecnologias a diversas culturas e condições climáticas. O sistema de inovação do setor está em crescimento, com forte atuação de universidades e empresas na geração de conhecimento.

### Portugal
Em Portugal, o setor hidropônico é tecnologicamente desenvolvido e alinhado às práticas da União Europeia, sendo motivado pela otimização do uso da água e pela produção de alimentos com alto padrão de qualidade. A produção concentra-se em culturas de alto valor agregado, como pequenos frutos (morangos, framboesas), hortaliças gourmet e ervas aromáticas, que abastecem o mercado interno e são destinadas à exportação.

### Angola
Em Angola, a hidroponia é vista como uma tecnologia de alta importância estratégica para alcançar a autossuficiência alimentar. O país possui projetos comerciais de grande escala, muitos com investimento privado e estatal, focados em reduzir a forte dependência da importação de hortaliças. As fazendas hidropônicas concentram-se principalmente nos arredores da capital, Luanda, garantindo um abastecimento contínuo de produtos frescos e de qualidade para o maior centro consumidor do país, superando desafios como a irregularidade do clima e a baixa fertilidade de solos em certas regiões.

### Outras regiões lusófonas
Em outros países como Moçambique, Cabo Verde e São Tomé e Príncipe, a hidroponia é aplicada principalmente em projetos de desenvolvimento e segurança alimentar. Para as nações insulares, que enfrentam grande escassez de água potável e de solo arável, a técnica é uma ferramenta vital para a produção local de alimentos e para a resiliência climática, sendo frequentemente apoiada por organizações não governamentais e programas de cooperação internacional.

## Princípios de Funcionamento
O sucesso do cultivo hidropônico depende do manejo cuidadoso de três fatores essenciais: a composição da solução nutritiva, as propriedades do meio de cultivo (quando utilizado) e a adequada oxigenação do sistema radicular da planta.

### Solução Nutritiva
A solução nutritiva é o pilar da hidroponia, pois é a única fonte de elementos minerais para as plantas. Ela deve conter todos os nutrientes essenciais, que são divididos em duas categorias:
- Macronutrientes: São requeridos em grandes quantidades. Além do Carbono (C), Hidrogênio (H) e Oxigênio (O), obtidos do ar e da água, a solução deve fornecer Nitrogênio (N), Fósforo (P), Potássio (K), Cálcio (Ca), Magnésio (Mg) e Enxofre (S).[21]
- Micronutrientes: São exigidos em pequenas quantidades, mas igualmente vitais. Incluem Ferro (Fe), Manganês (Mn), Boro (B), Zinco (Zn), Cobre (Cu) e Molibdênio (Mo).[21]

Existem diversas formulações para soluções nutritivas, como a solução de Hoagland e a solução de Cooper (mencionada logo abaixo neste artigo), que foram desenvolvidas para fornecer esses elementos de forma balanceada. O manejo da solução envolve o controle de dois parâmetros críticos:
- Potencial hidrogeniônico (pH): O pH da solução afeta diretamente a capacidade da planta de absorver os nutrientes. A faixa ideal para a maioria das culturas hidropônicas situa-se entre 5,5 e 6,5. Fora dessa faixa, alguns nutrientes podem se tornar insolúveis e indisponíveis para a planta, mesmo que estejam presentes na água.[22][20]
- Condutividade Elétrica (CE): A CE mede a quantidade total de sais minerais (nutrientes) dissolvidos na solução. Ela serve como um indicador da força da solução nutritiva e deve ser ajustada de acordo com a cultura, o estágio de desenvolvimento da planta e as condições ambientais, como luz e temperatura.[22][20]

### Meios de Cultivo (Substratos)
Em muitos sistemas hidropônicos, as raízes são apoiadas por um meio de cultivo, também chamado de substrato. Sua função é fornecer sustentação física para a planta, reter umidade e permitir o acesso do oxigênio às raízes. É fundamental que o substrato seja quimicamente inerte, ou seja, que não reaja com a solução nutritiva nem libere quaisquer elementos minerais. Os substratos mais comuns incluem:
- Lã de rocha: Produzida a partir de rocha basáltica, é fibrosa e possui alta capacidade de retenção de água e aeração.[23]
- Perlita: Um vidro vulcânico expandido, é leve e poroso, proporcionando excelente aeração.[23]
- Vermiculita: Mineral de silicato que retém bem a água e os nutrientes.[23]
- Fibra de coco: Material orgânico que oferece boa aeração e retenção de umidade. Geralmente é tratado para garantir sua inércia química.[23]
- Argila expandida: Pequenas esferas de argila porosas, duráveis e reutilizáveis, ideais para sistemas que necessitam de boa drenagem.[23]
- Areia e cascalho: Opções mais simples e de baixo custo, geralmente utilizadas em sistemas de grande escala.[20]

### Oxigenação da Raiz
Assim como a parte aérea da planta, as raízes também respiram e necessitam de um suprimento constante de oxigênio para realizar suas funções metabólicas, incluindo a absorção de nutrientes. No solo, o oxigênio está presente nos espaços porosos. Na hidroponia, a oxigenação deve ser garantida ativamente, especialmente em sistemas onde as raízes ficam submersas. Isso é comumente feito através de bombas de ar e pedras porosas, que liberam bolhas de ar na solução (como no sistema DWC), ou garantindo um espaço de ar para que parte das raízes fique exposta (como no sistema NFT).

## Soluções hidropônicas
A composição da solução nutritiva é um dos fatores mais críticos para o sucesso do cultivo hidropônico. Ao longo do tempo, diversas formulações foram desenvolvidas e otimizadas para diferentes culturas e sistemas. Abaixo estão alguns dos exemplos mais notáveis, desde os padrões científicos globais até inovações sustentáveis e receitas populares.

### Solução de Hoagland
Desenvolvida por Dennis R. Hoagland e Daniel I. Arnon na Universidade da Califórnia entre 1938 e 1950, a Solução de Hoagland é a formulação mais utilizada em pesquisas científicas em todo o mundo. Por sua composição balanceada e resultados consistentes, ela serve como um padrão de referência global para estudos de nutrição de plantas.
| Solução de Estoque | Composto                                                                               | Fórmula Química                                                                         | Quantidade (g/L) |
| ------------------ | -------------------------------------------------------------------------------------- | --------------------------------------------------------------------------------------- | ---------------- |
| Macronutrientes    | Fosfato de amônio                                                                      | {\displaystyle {\text{NH}}_{4}{\text{H}}_{2}{\text{PO}}_{4}}                            | 115              |
| Macronutrientes    | Nitrato de potássio                                                                    | {\displaystyle {\text{KNO}}_{3}}                                                        | 606              |
| Macronutrientes    | Nitrato de cálcio                                                                      | {\displaystyle {\text{Ca(NO}}_{3})_{2}\cdot 4{\text{H}}_{2}{\text{O}}}                  | 944              |
| Macronutrientes    | Sulfato de magnésio                                                                    | {\displaystyle {\text{MgSO}}_{4}\cdot 7{\text{H}}_{2}{\text{O}}}                        | 493              |
| Ferro              | Quelato de ferro (Fe-EDDHA)                                                            | {\displaystyle {\text{C}}_{18}{\text{H}}_{16}{\text{N}}_{2}{\text{O}}_{6}{\text{FeNa}}} | Variável         |
| Micronutrientes    | Ácido bórico                                                                           | {\displaystyle {\text{H}}_{3}{\text{BO}}_{3}}                                           | 2,86             |
| Micronutrientes    | Cloreto de manganês                                                                    | {\displaystyle {\text{MnCl}}_{2}\cdot 4{\text{H}}_{2}{\text{O}}}                        | 1,81             |
| Micronutrientes    | Sulfato de zinco                                                                       | {\displaystyle {\text{ZnSO}}_{4}\cdot 7{\text{H}}_{2}{\text{O}}}                        | 0,22             |
| Micronutrientes    | Sulfato de cobre                                                                       | {\displaystyle {\text{CuSO}}_{4}\cdot 5{\text{H}}_{2}{\text{O}}}                        | 0,08             |
| Micronutrientes    | Ácido molíbdico                                                                        | {\displaystyle {\text{H}}_{2}{\text{MoO}}_{4}\cdot {\text{H}}_{2}{\text{O}}}            | 0,02             |
| Micronutrientes    | Nota: Usar 1-2 ml de cada solução de estoque para cada litro de água na solução final. |                                                                                         |                  |

### Solução de Cooper
Desenvolvida pelo pesquisador inglês Allen Cooper, esta formulação tornou-se um padrão na agricultura comercial, especialmente para sistemas de NFT (Nutrient Film Technique). Sua principal característica é a divisão dos compostos em três soluções de estoque para evitar reações de precipitação.
| Solução de Estoque  | Composto                   | Fórmula Química                                                                                    | Concentração Final (mg/L) |
| ------------------- | -------------------------- | -------------------------------------------------------------------------------------------------- | ------------------------- |
| A                   | Fosfato monopotássico      | {\displaystyle {\text{KH}}_{2}{\text{PO}}_{4}}                                                     | 26,3                      |
| A                   | Nitrato de potássio        | {\displaystyle {\text{KNO}}_{3}}                                                                   | 583                       |
| A                   | Sulfato de magnésio        | {\displaystyle {\text{MgSO}}_{4}\cdot 7{\text{H}}_{2}{\text{O}}}                                   | 513                       |
| B                   | Nitrato de cálcio          | {\displaystyle {\text{Ca(NO}}_{3})_{2}\cdot 4{\text{H}}_{2}{\text{O}}}                             | 1003                      |
| B                   | Quelato de ferro (EDTA-Fe) | {\displaystyle ({\text{C}}_{10}{\text{H}}_{12}{\text{N}}_{2}{\text{O}}_{8}){\text{FeNa}}}          | 74                        |
| C (Micronutrientes) | Sulfato de manganês        | {\displaystyle {\text{MnSO}}_{4}\cdot {\text{H}}_{2}{\text{O}}}                                    | 6,1                       |
| C (Micronutrientes) | Ácido bórico               | {\displaystyle {\text{H}}_{3}{\text{BO}}_{3}}                                                      | 1,7                       |
| C (Micronutrientes) | Sulfato de cobre           | {\displaystyle {\text{CuSO}}_{4}\cdot 5{\text{H}}_{2}{\text{O}}}                                   | 0,39                      |
| C (Micronutrientes) | Molibdato de amônio        | {\displaystyle ({\text{NH}}_{4})_{6}{\text{Mo}}_{7}{\text{O}}_{24}\cdot 4{\text{H}}_{2}{\text{O}}} | 0,37                      |
| C (Micronutrientes) | Sulfato de zinco           | {\displaystyle {\text{ZnSO}}_{4}\cdot 7{\text{H}}_{2}{\text{O}}}                                   | 0,44                      |

### Solução à base de vinhaça
Uma alternativa sustentável, desenvolvida no Brasil, utiliza a vinhaça como base para a solução nutritiva. A solução vinhaça para hidroponia é uma alternativa barata e eficiente para a produção de alface, rúcula e agrião, além de ser ecologicamente correta, considerando que é uma forma de descarte da vinhaça (resíduo poluente originado da destilação da cana-de-açúcar para obtenção de álcool combustível).
| Componente                 | Fórmula Química / Descrição                                            | Concentração Final |
| -------------------------- | ---------------------------------------------------------------------- | ------------------ |
| Vinhaça de cana-de-açúcar  | Tratada e destilada                                                    | 10% (v/v)          |
| Suplementos                |                                                                        |                    |
| Nitrato de cálcio          | {\displaystyle {\text{Ca(NO}}_{3})_{2}\cdot 6{\text{H}}_{2}{\text{O}}} | 750 mg/L           |
| Nitrato de potássio        | {\displaystyle {\text{KNO}}_{3}}                                       | 500 mg/L           |
| Fosfato de amônio          | {\displaystyle {\text{NH}}_{4}{\text{H}}_{2}{\text{PO}}_{4}}           | 150 mg/L           |
| Sulfato de magnésio        | {\displaystyle {\text{MgSO}}_{4}\cdot 7{\text{H}}_{2}{\text{O}}}       | 400 mg/L           |
| Solução de micronutrientes | Composta por Mn, Zn, Cu, B e Mo                                        | 1 mL/L             |

### Exemplo de formulação popular
Além das formulações acadêmicas, é comum encontrar na internet diversas receitas populares de origem desconhecidas. O exemplo a seguir é frequentemente compartilhado em blogs e fóruns para cultivo amador, mas carece de uma fonte científica que valide sua eficácia ou origem.
| Solução de Estoque                                                                           | Composto               | Quantidade (por 1L de solução de estoque) |
| -------------------------------------------------------------------------------------------- | ---------------------- | ----------------------------------------- |
| A                                                                                            | Sulfato de amônio      | 28,4 g                                    |
| A                                                                                            | EDTA                   | 0,1 g                                     |
| A                                                                                            | Sulfato ferroso        | 0,05 g                                    |
| B                                                                                            | Superfosfato de cálcio | 14,2 g                                    |
| B                                                                                            | Sulfato de potássio    | 10,0 g                                    |
| B                                                                                            | Sulfato de magnésio    | 8,6 g                                     |
| B                                                                                            | Sulfato de manganês    | 0,085 g                                   |
| B                                                                                            | Ácido bórico           | 0,028 g                                   |
| B                                                                                            | Sulfato de cobre       | 0,006 g                                   |
| B                                                                                            | Molibdato de amônio    | 0,006 g                                   |
| B                                                                                            | Sulfato de zinco       | 0,007 g                                   |
| Instrução popular de uso: Diluir 150 ml de cada solução de estoque (A e B) em 4,5 L de água. |                        |                                           |

## Sistemas Hidropônicos
Os sistemas hidropônicos são classificados principalmente pela forma como a solução nutritiva é entregue às raízes das plantas. Eles podem ser divididos em seis tipos principais, cada um com suas próprias vantagens, desvantagens e aplicações ideais.

### Sistema de Pavio (Wick System)
É o tipo mais simples de sistema hidropônico. Por ser um sistema passivo, não utiliza bombas ou partes móveis. Um pavio feito de material absorvente (como feltro ou corda de algodão) conecta o meio de cultivo a um reservatório de solução nutritiva, transportando a água e os nutrientes para as raízes por capilaridade.
- Vantagens: Extremamente simples, de baixo custo e não requer energia elétrica.[26]
- Desvantagens: Ineficiente para plantas grandes ou que consomem muita água, pois o pavio tem uma capacidade limitada de transporte. O meio de cultivo pode acumular sais minerais com o tempo.[26]

### Cultivo em Água Profunda (Deep Water Culture - DWC)
Neste sistema, as plantas são posicionadas em vasos de rede (net pots) e suas raízes ficam suspensas diretamente em um reservatório com a solução nutritiva. Uma bomba de ar ligada a uma pedra porosa oxigena continuamente a solução para evitar que as raízes sufoquem.
- Vantagens: Simples de montar, custo relativamente baixo e promove um crescimento rápido devido à alta disponibilidade de oxigênio e nutrientes.[26]
- Desvantagens: A falha da bomba de ar pode levar à morte rápida das plantas. Em sistemas pequenos, o pH e a temperatura da solução podem variar rapidamente.[26]

### Técnica do Fluxo Laminar de Nutrientes (NFT)
No sistema NFT (do inglês, Nutrient Film Technique), uma fina película de solução nutritiva flui continuamente por canais ou calhas levemente inclinados, passando pelas pontas das raízes nuas das plantas. A solução é coletada no final do percurso e bombeada de volta para o início do canal, em um ciclo fechado. É um dos sistemas mais utilizados para a produção comercial de hortaliças folhosas no Brasil.
- Vantagens: Altamente eficiente no uso de água, dispensa o uso de substrato e permite um controle preciso da nutrição.[26]
- Desvantagens: Extremamente vulnerável a falhas na bomba de energia; as raízes podem secar em poucos minutos. O crescimento excessivo das raízes pode obstruir os canais.[26]

### Sistema de Enchente e Drenagem (Ebb and Flow)
Também conhecido como "Flood and Drain", este sistema funciona inundando periodicamente o meio de cultivo com a solução nutritiva. Um temporizador aciona uma bomba que preenche a bandeja de cultivo; após um período, a bomba desliga e a solução drena de volta para o reservatório por gravidade. Este processo de "maré" puxa oxigênio fresco para a zona das raízes a cada ciclo.
- Vantagens: Versátil e eficiente, proporcionando excelente aeração e fornecimento de nutrientes.[26]
- Desvantagens: Requer bombas e temporizadores, tornando-o mais complexo. Sujeito a falhas mecânicas e ao acúmulo de sais no substrato.[26]

### Sistema de Gotejamento (Drip System)
Amplamente utilizado na horticultura comercial, este sistema utiliza uma bomba para levar a solução nutritiva através de uma rede de pequenos tubos até gotejadores individuais, que a depositam lentamente na base de cada planta. Os sistemas podem ser de recuperação (onde o excesso de solução é coletado e reutilizado) ou de não recuperação (onde o excesso é descartado).
- Vantagens: Permite um controle preciso da irrigação, é facilmente escalável e se adapta a uma grande variedade de plantas, especialmente as de grande porte como tomate e pimentão.[27]
- Desvantagens: Os gotejadores podem entupir. Sistemas de não recuperação podem ser uma fonte de desperdício de água e nutrientes se não forem bem manejados.[26]

### Aeroponia
Considerado o sistema hidropônico mais avançado, na aeroponia as raízes das plantas ficam suspensas em uma câmara escura e são nebulizadas com a solução nutritiva em intervalos regulares e controlados por um temporizador. Este método foi amplamente pesquisado e utilizado pela NASA por sua alta eficiência em ambientes de microgravidade.
- Vantagens: Proporciona o máximo de aeração para as raízes, resultando em um crescimento extremamente rápido. É o sistema que utiliza a menor quantidade de água.[29]
- Desvantagens: Custo elevado e alta complexidade técnica. Os bicos nebulizadores podem entupir, e o sistema é criticamente dependente de energia, pois as raízes secam muito rapidamente em caso de falha.[29]

## Benefícios e Desafios do Cultivo Hidropônico
A hidroponia apresenta benefícios notáveis, especialmente na drástica eficiência do uso da água — um recurso cada vez mais crítico globalmente — em comparação à agricultura convencional. Por ser bastante distinta, a hidroponia impõe desafios específicos. Portanto, a avaliação de qual método utilizar depende de uma análise equilibrada de múltiplos fatores, incluindo a escala e o contexto da produção.

### Benefícios
- Alta eficiência no uso da água: Em sistemas de recirculação, a hidroponia pode economizar de 90% a 95% de água em comparação com a agricultura de solo, onde há grandes perdas por evaporação e drenagem.
- Otimização do espaço: Permite uma maior densidade de plantas por metro quadrado, viabilizando a produção em áreas urbanas, verticais ou com solo inadequado.
- Controle da nutrição e ciclo acelerado: O fornecimento direto de nutrientes balanceados às raízes pode acelerar o crescimento e o tempo até a colheita.
- Redução de pragas de solo: A ausência de terra elimina a maioria das doenças e pragas que habitam o solo, diminuindo a necessidade de pesticidas e herbicidas.
- Produção contínua: Em ambientes controlados, é possível produzir durante o ano todo, sem depender das estações climáticas.
- Acesso a alimentos frescos e com rastreabilidade: Para produtores domésticos, especialmente em centros urbanos, a hidroponia oferece acesso direto a hortaliças e temperos frescos, livres de agrotóxicos e com origem conhecida. A prática é vista como uma solução para segurança alimentar em pequena escala.
- Viabilidade como hobby e ferramenta educacional: A montagem de sistemas "faça-você-mesmo" (DIY) e o uso de kits prontos tornaram a hidroponia um hobby acessível. Além disso, funciona como uma ferramenta prática e educativa para crianças e adultos aprenderem sobre botânica e o ciclo de vida das plantas.

### Desafios e pontos de Atenção
- Investimento em estrutura e equipamentos: Para a produção comercial, a montagem de uma estrutura hidropônica exige um investimento inicial em equipamentos específicos como bancadas, reservatórios, bombas e sensores de monitoramento. No entanto, para o cultivo doméstico, popularizaram-se soluções de baixo custo e no modelo "faça-você-mesmo" (DIY), utilizando materiais como canos de PVC e baldes.
- Dependência de energia elétrica: Com exceção de sistemas passivos (como o de pavio), a maioria das configurações de alta produtividade depende de energia para operar bombas, timers e, em cultivos internos, iluminação artificial. Isso representa um custo contínuo e um ponto de vulnerabilidade em caso de falhas no fornecimento.
- Conhecimento técnico para otimização: Embora o cultivo doméstico seja acessível a iniciantes com o auxílio de tutoriais e kits prontos, a operação em escala comercial exige conhecimento técnico para o monitoramento preciso do pH, da condutividade elétrica e da composição da solução nutritiva para garantir a lucratividade.
- Risco de patógenos na água: A hidroponia evita doenças de solo, mas é suscetível a patógenos que se proliferam na água, como o fungo Pythium. Em um sistema de recirculação, uma contaminação pode se espalhar rapidamente e afetar toda a plantação.
- Geração de resíduos específicos: A sustentabilidade do método é desafiada pela geração de resíduos plásticos (canos, embalagens) e pelo descarte de substratos não-biodegradáveis, como a lã de rocha, em contraste com os desafios ambientais da agricultura de solo, como a erosão e o escoamento de agrotóxicos.

## Aplicações e culturas comuns
A versatilidade da hidroponia permite seu uso em diversos contextos, desde a produção de alimentos em larga escala até projetos educacionais e de pesquisa avançada.

### Aplicações
- Agricultura Comercial: É a aplicação mais comum, focada na produção intensiva de hortaliças, frutas e flores em estufas com alto controle ambiental. O objetivo é obter alta produtividade, qualidade superior e produção constante ao longo do ano.
- Cultivo Doméstico e Urbano: A técnica tem se popularizado em residências e centros urbanos para a produção de alimentos frescos em pequena escala, seja como hobby ou para garantir segurança alimentar. Inclui desde pequenos kits em apartamentos até projetos maiores de agricultura vertical.
- Pesquisa Científica: Em laboratórios e universidades, a hidroponia é uma ferramenta essencial para a pesquisa em fisiologia e nutrição de plantas, pois permite um controle preciso sobre os nutrientes que a planta recebe, isolando as variáveis de estudo.
- Aplicações Espaciais: A NASA e outras agências espaciais utilizam a hidroponia e a aeroponia para pesquisar e produzir alimentos frescos para astronautas em missões de longa duração, como na Estação Espacial Internacional, onde o solo não está disponível.
- Produção de Forragem: Uma aplicação voltada para a pecuária é a produção de forragem hidropônica. Sementes de cereais como milho, aveia ou cevada germinam em bandejas e, em cerca de 7 a 15 dias, formam um "tapete" de biomassa vegetal (raízes e parte aérea) de alto valor nutritivo que é fornecido diretamente ao gado.

### Culturas Comuns
A escolha da cultura depende do sistema hidropônico utilizado, do local e do objetivo da produção. Atualmente, as plantas mais cultivadas são:
- Hortaliças Folhosas: É o grupo mais comum e de maior sucesso comercial, incluindo todas as variedades de alface (a principal cultura hidropônica no Brasil), rúcula, agrião, espinafre, couve e acelga.
- Frutos: Culturas como morango, tomate, pimentão e pepino são amplamente produzidas em sistemas hidropônicos, geralmente em estufas com substrato para melhor sustentação.
- Ervas e Temperos: Manjericão, salsa, coentro, hortelã e cebolinha apresentam rápido crescimento e alto valor agregado, sendo ideais para sistemas domésticos e comerciais.
- Flores: O setor de floricultura também utiliza a hidroponia para a produção de flores de corte, como rosas, cravos, gérberas e crisântemos.
- Outras Culturas: Com sistemas adaptados, é possível produzir plantas como microverdes (microgreens) e até mesmo alguns tubérculos, como batata e rabanete.